# Партизанский отряд имени Ангела Кынчева
Партизанский отряд имени Ангела Кынчева (болг. Партизански отряд „Ангел Кънчев“) — подразделение Народно-освободительной повстанческой армии Болгарии, находившееся в ведении 3-й Пазарджикской повстанческой оперативной зоны. Отряд действовал в районе западных Родопских гор.

## История
В августе 1941 села в селе Варвара (нынешней Пазарджикской области) была сформирована первая вооружённая группа. В июле она выросла до размеров роты, получившей имя Кочо Честименского. Командиром роты был назначен Костадин Старев, которого после его гибели сменил Александр Пипонков. Комиссаром роты был Георгий Перустийский, после его гибели — Димитр Караиванов.
22 декабря 1943 года ротой была подорвана железная дорога из Пазарджика в Чепино (нынешний Велинград). В январе 1944 года рота вела бой против полицейского патруля при селе Ветрен-Дол. 8 января она взяла на некоторое время под свой контроль Виноградец, где было организовано собрание Отечественного фронта. Также она заняла Баткунский монастырь и вела перестрелку с полицией около Мало-Белёво. В июне 1944 года рота была преобразована в партизанский отряд имени Ангела Кынчева. Командиром был назначен Асен Бонев, комиссаром — Иван Стойнов.
18 августа 1944 года вместе с партизанской бригадой «Чепинец» и партизанским отрядом имени Панайота Волова отряд имени Ангела Кынчева провёл большую партизанскую акцию в сёлах Варвара, Симеоновец и Семчиново и на вокзале Варвара. 4 сентября 1944 года совместно с этими же отрядами участвовала в битве при Милевых скалах против превосходящих сил армии и жандармерии.
9 сентября 1944 года отряд участвовал в установлении власти Отечественного фронта в городе Белово и селе Саранёво (ныне часть города Септември).